# Mistrzostwa Świata w Strzelectwie 1929
Mistrzostwa Świata w Strzelectwie 1929 – 26. edycja mistrzostw świata w strzelectwie. Odbyły się one w szwedzkim Sztokholmie.
Najwięcej medali zdobyli Szwajcarzy Josias Hartmann i Karl Zimmermann (po siedem krążków). W klasyfikacji medalowej zwyciężyła reprezentacja Szwajcarii. Gospodarze uplasowali się tuż za Szwajcarią, z dorobkiem siedmiu złotych, siedmiu srebrnych i trzech brązowych medali.
Były to największe zorganizowane dotychczas mistrzostwa świata; rozegrano 21 konkurencji (dotychczas najwięcej to było jedenaście). Po raz pierwszy liczba krajów, których przedstawiciele zdobywali medale, przekroczyła próg dziesięciu. Medale wywalczyli przedstawiciele dwunastu państw, w tym po raz pierwszy Czechosłowacji (František Čermák).

## Klasyfikacja medalowa
Gospodarze mistrzostw
| Pozycja | Kraj              | Złoto | Srebro | Brąz | Łącznie |
| ------- | ----------------- | ----- | ------ | ---- | ------- |
| 1       | Szwajcaria        | 9     | 5      | 3    | 17      |
| 2       | Szwecja           | 7     | 7      | 3    | 17      |
| 3       | Norwegia          | 2     | 2      | 0    | 4       |
| 4       | Węgry             | 2     | 0      | 0    | 2       |
| 5       | Finlandia         | 1     | 2      | 6    | 9       |
| 6       | Dania             | 0     | 2      | 0    | 2       |
| 7       | Stany Zjednoczone | 0     | 1      | 4    | 5       |
| 8       | Włochy            | 0     | 1      | 1    | 2       |
| 9       | Hiszpania         | 0     | 1      | 0    | 1       |
| 10      | Rzesza Niemiecka  | 0     | 0      | 2    | 2       |
| 11      | Czechosłowacja    | 0     | 0      | 1    | 1       |
| 11      | Francja           | 0     | 0      | 1    | 1       |

## Wyniki
| Konkurencja                                                 | Złoto                                                                                    | Wynik     | Srebro                                                                               | Wynik     | Brąz                                                                                     | Wynik     |
| Karabin wojskowy, trzy postawy, 300 m                       | Olle Ericsson                                                                            | 526 pkt.  | Josias Hartmann                                                                      | 524 pkt.  | Karl Zimmermann                                                                          | 511 pkt.  |
| Karabin wojskowy leżąc, 300 m                               | Ernst Malmgren                                                                           | 185 pkt.  | Olle Ericsson                                                                        | 185 pkt.  | František Čermák                                                                         | 184 pkt.  |
| Karabin wojskowy klęcząc, 300 m                             | Karl Zimmermann                                                                          | 181 pkt.  | Camillo Isnardi                                                                      | 181 pkt.  | Eduard Zumstein                                                                          | 177 pkt.  |
| Karabin wojskowy stojąc, 300 m                              | Josias Hartmann                                                                          | 172 pkt.  | Olle Ericsson                                                                        | 171 pkt.  | Lodovico Nulli                                                                           | 164 pkt.  |
| Karabin dowolny, trzy postawy, 300 m                        | Josias Hartmann                                                                          | 1114 pkt. | Karl Zimmermann                                                                      | 1114 pkt. | Harry Renshaw                                                                            | 1091 pkt. |
| Karabin dowolny, trzy postawy, 300 m, drużynowo             | Szwajcaria Josias Hartmann Walter Lienhard Jakob Reich Ernst Tellenbach Karl Zimmermann  | 5442 pkt. | Stany Zjednoczone John Blakley Harry Renshaw Joe Sharp Russell Seitzinger Paul Woods | 5397 pkt. | Szwecja Gustaf Andersson Mauritz Eriksson Olle Ericsson Emrik Karlsson Erik Ohlsson      | 5289 pkt. |
| Karabin dowolny leżąc, 300 m                                | Emrik Karlsson                                                                           | 383 pkt.  | Olle Ericsson                                                                        | 382 pkt.  | Josias Hartmann                                                                          | 382 pkt.  |
| Karabin dowolny klęcząc, 300 m                              | Karl Zimmermann                                                                          | 376 pkt.  | Josias Hartmann                                                                      | 375 pkt.  | Harry Renshaw                                                                            | 375 pkt.  |
| Karabin dowolny stojąc, 300 m                               | Karl Zimmermann                                                                          | 358 pkt.  | Josias Hartmann                                                                      | 357 pkt.  | Russell Seitzinger                                                                       | 347 pkt.  |
| Pistolet dowolny, 50 m                                      | Fritz Zulauf                                                                             | 542 pkt.  | Jakob Fisher                                                                         | 533 pkt.  | Oscar Ericsson                                                                           | 531 pkt.  |
| Pistolet dowolny, 50 m, drużynowo                           | Szwajcaria Robert Blum Jakob Fisher Lean Revilliod de Bude Wilhelm Schnyder Fritz Zulauf | 2651 pkt. | Hiszpania José Bento Luis Calvet José Esquena García Martínez Cipriani Romero        | 2561 pkt. | Francja Marcel Bonin André de Castelbajac Charles des Jammonières Paul Gremeaux G. Régis | 2551 pkt. |
| Karabin małokalibrowy leżąc, 50 m                           | Karl August Larsson                                                                      | 390 pkt.  | Lars Klärich                                                                         | 389 pkt.  | Einari Oksa                                                                              | 389 pkt.  |
| Karabin małokalibrowy leżąc, 50 m, drużynowo                | Finlandia Viljo Aro Lars Klärich Sven Lindgren Einari Oksa Albert Ravila                 | 1931 pkt. | Szwecja Olle Ericsson Karl August Larsson Niels Larsson Esbjörn Svensson Ivar Wester | 1925 pkt. | Stany Zjednoczone John Blakley Harry Renshaw Joe Sharp Russell Seitzinger Paul Woods     | 1857 pkt. |
| Karabin małokalibrowy stojąc, 50 m                          | Olle Ericsson                                                                            | 374 pkt.  | P. Pedersen                                                                          | 372 pkt.  | Einari Oksa                                                                              | 370 pkt.  |
| Karabin małokalibrowy stojąc, 50 m, drużynowo               | Szwajcaria Josias Hartmann Walter Lienhard Fritz Kuchen Jakob Reich Karl Zimmermann      | 1821 pkt. | Dania Povl Gerlow Paul Møller Christen Møller Anders Peter Nielsen P. Pedersen       | 1807 pkt. | Finlandia Lars Klärich Sven Lindgren Berndt Ohls Einari Oksa Harald Siren                |           |
| Strzelanie do sylwetki jelenia                              |                                                                                          |           |                                                                                      |           |                                                                                          |           |
| Runda pojedyncza do sylwetki jelenia, 100 metrów            | Otto Olsen                                                                               | 203 pkt.  | Bror Nilsson                                                                         | 196 pkt.  | Martti Liuttula                                                                          | 195 pkt.  |
| Runda pojedyncza do sylwetki jelenia, 100 metrów, drużynowo | Szwecja Otto Hultberg Fredric Landelius Bror Nilsson Bill Modin                          | 302 pkt.  | Norwegia Thorsten Johansen Ole Lilloe-Olsen Einar Liberg Otto Olsen                  | 298 pkt.  | Finlandia Lennart Hannelius Martti Liuttula Magnus Wegelius ?                            | 292 pkt.  |
| Runda podwójna do sylwetki jelenia, 100 metrów              | Otto Hultberg                                                                            | 193 pkt.  | Otto Olsen                                                                           | 192 pkt.  | Bill Modin                                                                               | 183 pkt.  |
| Runda podwójna do sylwetki jelenia, 100 metrów, drużynowo   | Norwegia Halvard Angaard Thorsten Johansen Einar Liberg Otto Olsen                       | 581 pkt.  | Szwecja Otto Hultberg Fredric Landelius Bill Modin Bror Nilsson                      | 570 pkt.  | Finlandia Lennart Hannelius Martti Liuttula Magnus Wegelius ?                            | 530 pkt.  |
| Strzelanie do rzutków                                       |                                                                                          |           |                                                                                      |           |                                                                                          |           |
| Trap                                                        | Sándor von Lumniczer                                                                     | 287 pkt.  | Fredric Landelius                                                                    | 286 pkt.  | Helmuth Keller                                                                           | 285 pkt.  |
| Trap, drużynowo                                             | Węgry Sándor Dóra Pál Dóra Sándor von Lumniczer István Strassburger                      | 754 pkt.  | Finlandia Ake Af Forselles Werner Ekman Robert Huber Konrad Huber                    | 744 pkt.  | Niemcy Helmuth Keller L. Schiwy Rudolf Sack Sierslorpff                                  | 737 pkt.  |